# Glanmore Bog SAC
Glanmore Bog SAC este o arie protejată (arie specială de conservare — SAC, sit de importanță comunitară — SCI) din Irlanda întinsă pe o suprafață de 1.137,36 ha, integral pe uscat.

## Localizare
Centrul sitului Glanmore Bog SAC este situat la coordonatele 51°42′46″N 9°51′09″W / 51.7127°N 9.8526°V.

## Înființare
Situl Glanmore Bog SAC a fost declarat sit de importanță comunitară în ianuarie 2002 pentru a proteja 2 specii de animale. Situl a fost protejat și ca arie specială de conservare în iulie 2021.

## Biodiversitate
Situată în ecoregiunea atlantică, aria protejată conține 5 habitate naturale: Ape oligotrofe din câmpii nisipoase, cu un conținut foarte redus de minerale (Littorelletalia uniflorae), Cursuri de apă de la nivel de câmpie la nivel montan, cu vegetație Ranunculion fluitantis și Callitricho-Batrachion, Pajiști umede nord-atlantice cu Erica tetralix, Formațiuni ierboase bogate în specii de Nardus, dezvoltate pe substraturi silicioase în zone montane (și în zone submontane, în Europa continentală), Turbării de acoperire (* exclusiv pentru turbării active).
La baza desemnării sitului se află mai multe specii protejate:
- păsări (1): Pyrrhocorax pyrrhocorax
- nevertebrate (1): Margaritifera margaritifera

Pe lângă speciile protejate, pe teritoriul sitului au mai fost identificate 18 specii de plante.